# Prínia d'Annam
La prínia d'Annam (Prinia rocki) és una espècie d'ocell passeriforme del gènere prinia que pertany a la família Cisticolidae.
Aquesta i la prínia de Myanmar (P. cooki) anteriorment estaven agrupades amb la prínia bruna (P. polychroa) com a prínia marró.

## Distribució
Es troba a l'altiplà de Đà Lạt de les muntanyes Annamites en una petita part del sud del Vietnam i l'est de Cambodja.
És monotípic i no té subespècies conegudes. Es va separar de P. rocki i P. polychroa després d'un estudi filogenètic publicat el 2019.